# 죽음 앞의 평등
《죽음 앞의 평등》(프랑스어: Égalité devant la mort, 영어: Equality Before Death)은 프랑스의 아카데미 화가 윌리암 아돌프 부그로가 1848년에 그린 유화 작품이다. 이 작품은 죽음의 천사가 젊은 남자의 몸을 수의로 덮고 있는 모습을 묘사하고 있다. 현재 파리의 오르세 미술관에 소장되어 있다.
이 작품은 부그로가 에콜 데 보자르에서 2년을 보낸 후 23세에 제작한 첫 번째 주요 작품이다. 부그로는 1849년 이 그림으로 살롱 드 파리에 데뷔했다.